# Fusigobius
Fusigobius es un género de peces de la familia de los Gobiidae en el orden de los perciformes.

## Especies
- Fusigobius aureus (Chen & Shao, 1997)
- Fusigobius duospilus (Hoese & Reader, 1985)
- Fusigobius inframaculatus (Randall, 1994)
- Fusigobius longispinus (Goren, 1978)
- Fusigobius maximus (Randall, 2001)
- Fusigobius melacron (Randall, 2001)
- Fusigobius neophytus (Günther, 1877)
- Fusigobius pallidus (Randall, 2001)
- Fusigobius signipinnis (Hoese & Obika, 1988)[